# Казанський військовий округ
Каза́нський військо́вий о́круг (КазВО) — одиниця військово-адміністративного поділу в Російській імперії, а згодом у СРСР, один з військових округів, що існував у 1864–1918 та у 1945–1956. Управління округу знаходилося в місті Казань.

## Історія

### Російська імперія
Казанський військовий округ заснований під час проведення військово-окружної реформи Д. О. Мілютіна у 1864. Існував в Російській імперії в 1864–1918 роках. Включав території Казанської, Пермської, В'ятської, Пензенської, Симбірської, Саратовської і Астраханської губерній. У 1881 році до його складу включена територія скасованого Оренбурзького військового округу.
Управління округу — в Казані.

#### Командування
- Командувачі:
  - генерал-ад'ютант, генерал-лейтенант Р. І. Кноррінг (1864 — 1865);
  - генерал від інфантерії К. Р. Семякин (1865 — 4 лютого 1867);
  - генерал-ад'ютант, генерал від інфантерії Б. Г. Глінка-Маврін (21 лютого 1867 — 16 квітня 1872);
  - генерал-лейтенант (з 30 серпня 1873 генерал від інфантерії) А. О. Бруннер (1872 — 25 травня 1882);
  - генерал-ад'ютант, генерал від інфантерії Г. В. Мещерінов (25 травня 1882 — 26 серпня 1901);
  - генерал від інфантерії А. І. Косич (15 вересня 1901 — 25 жовтня 1905);
  - генерал від інфантерії І. А. Карасс (1906–1907);
  - генерал-лейтенант (з 18 квітня 1910 — генерал від інфантерії) Сандецкий О. Г. (24 вересня 1907 — 7 лютого 1912);
  - генерал від інфантерії, барон А. Є. Зальца — (призначався командувачем 4-ю армією, але, після поразки в бою у Красника, повернувся на посаду командувача КазВО) (7 лютого 1912 — 19 липня 1914) та (24 вересня — 18 жовтня 1914).

- Головні начальники округу (1914—1918):
  - генерал від інфантерії Гейсман П. О. (6 січня — 8 серпня 1915);
  - генерал від інфантерії Сандецький Олександр Генріхович (8 серпня 1915 — після 10 липня 1916);
  - генерал від інфантерії Мишлаєвський О. З. (березень — червень 1917);
  - зауряд-полковник Коровіченко П. О. (липень — жовтень 1917);
- генерал Добринін (? — листопад 1917);
  - прапорщик Н. Е. Ершов (листопад 1917 — травень 1918).

### СРСР
Казанський військовий округ був утворений 9 липня 1945 року. Управління Казанського ВО було утворено в серпні 1945 року на базі прибулого в місто Казань управління 48-ї армії. Включав території Кіровської області, Татарської, Удмуртської, Марійської і Чуваської АРСР. Управління округу в Казані.
4 лютого 1946 року у зв'язку з передислокацією з'єднань і частин, що прибувають із західного ТВД (в тому числі 51-ша А з Прибалтики), округ був перетворений на Казанський територіальний військовий округ і включений до складу Приволзького військового округу. Розформований 6 травня 1946 року.

#### Командування
- Командувачі:
  - генерал-лейтенант Ляпін Петро Іванович (1945),
  - генерал-полковник Гусєв М. І. (1945—1946)